# Эликана, Тахири
Тахири Эликана (англ. Tahiri Elikana; род. 14 сентября 1988, Острова Кука) — футболист с Островов Кука, защитник и вратарь «Тупапы».

## Биография
Тахири Эликана родился 14 сентября 1988 года.
Первоначально играл в футбол на позиции защитника, но в 2013 году переквалифицировался во вратаря.
В 2011—2015 годах выступал в чемпионате Островов Кука за «Аватиу». В 2016—2018 годах не играл, а в 2019 году возобновил карьеру в составе «Тупапы» из Мараэренги.
Провёл 9 матчей за сборную Островов Кука. В 2011 году участвовал в футбольном турнире Тихоокеанских игр в Новой Каледонии, где сыграл в 4 поединках. Дебютным для Эликаны стал матч 27 августа в Булари против сборной Папуа — Новой Гвинеи (0:4), который он отыграл полностью. В том же году участвовал в отборочном турнире чемпионата мира, провёл 3 матча.
Ещё 2 поединка за сборную Островов Кука сыграл в 2015 году также в рамках отборочного турнира чемпионата мира.